# Jerry Stobbart
Jerry Stobbart est une série de bande dessinée de Ale.

## Albums
- Tome 1 : Jerry Stobbart T1 Contre le sérial killer (2008)

## Publication
Le premier tome est paru au mois de juin 2008.

### Éditeurs
- Delcourt (Collection Shampooing)